# Vilosidades coriónicas

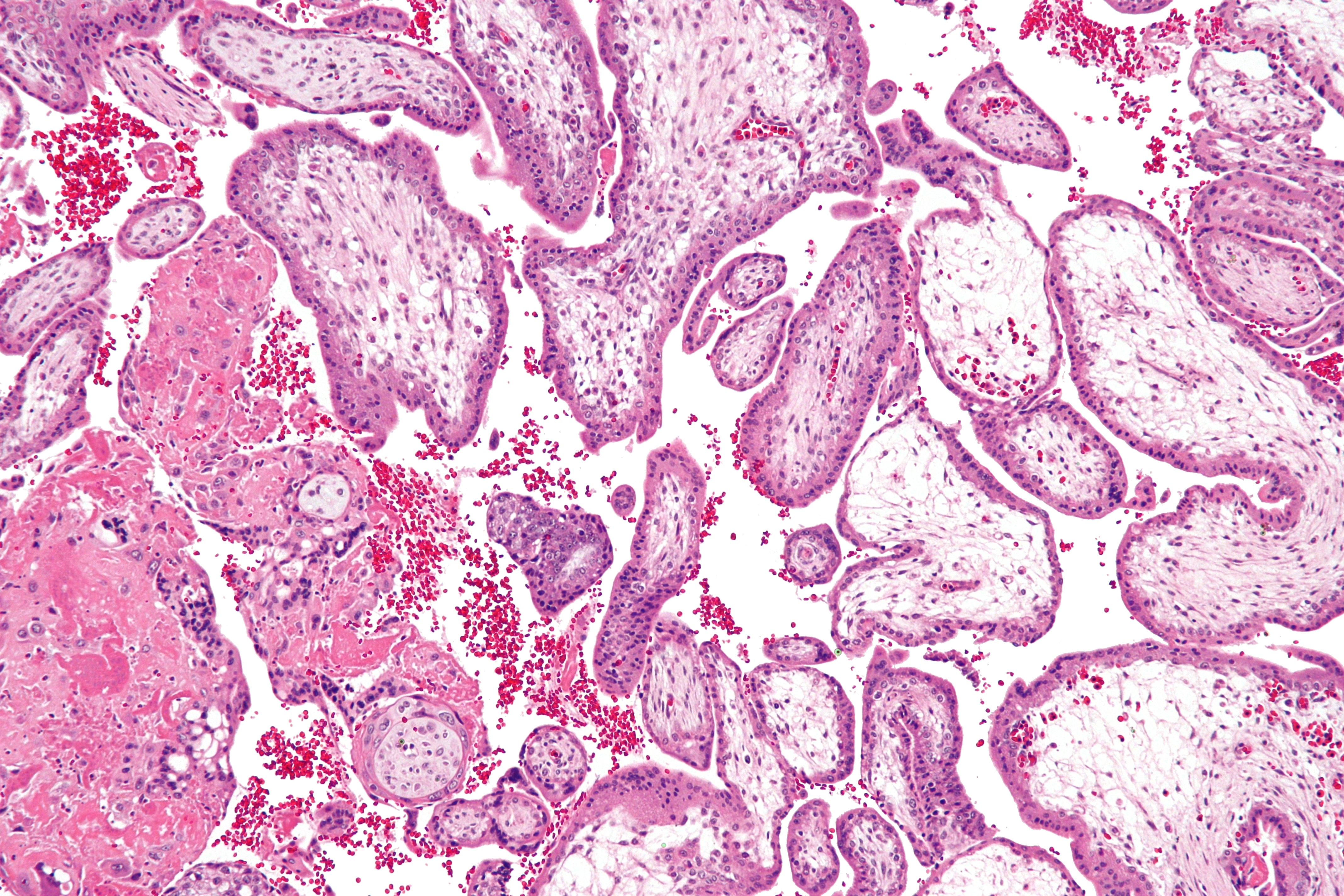
Micrografia das vilosidades coriónicas

Vilosidades coriónicas (português europeu) ou vilosidades coriônicas (português brasileiro) são vilosidades que florescem na placenta a partir dos córios de forma a permitir o máximo de área de contacto com o sangue materno durante uma gravidez.